# Parque Nacional Desfiladeiro Dniester
Parque Nacional Desfiladeiro Dniester (em ucraniano:  Національний природний парк «Дністровський каньйон») segue o Desfiladeiro Dniester, o maior desfiladeiro da Ucrânia, ao longo do curso médio do rio Dniester. Protege uma porção relativamente pouco desenvolvida da paisagem da floresta de estepe ucraniana, a cerca de 75 km a leste das montanhas dos Cárpatos, no oeste da Ucrânia, e a cerca de 400 km a sudoeste de Kiev. O desfiladeiro é conhecido pelas suas formações geológicas variadas, incluindo duas das cavernas mais longas do mundo. Localiza-se nos distritos administrativos de Borshchiv Raion, Zalishchyky Raion, Buchach Raion e Monastyryska Raion no Oblast de Ternopil.